# Зеленой, Александр Алексеевич
Алекса́ндр Алексе́евич Зелено́й (1818—1880) — русский государственный деятель, министр государственных имуществ в 1862-1872 гг., генерал от инфантерии (1869).

## Биография
Родился 18 (30) августа 1818 года в Санкт-Петербурге. С 1831 году воспитывался в Морском кадетском корпусе, из которого выпущен 28 декабря 1836 года мичманом. Служил на Балтийском флоте; в 1842 году был произведён в лейтенанты, совершил полукругосветное плавание на транспорте «Иртыш» под командованием капитана 1-го ранга И. В. Вонлярлярского в Охотский порт. Вернулся в Петербург через Сибирь.
В 1847 году по собственному прошению уволен от военной службы, и в 1848 году поступил в межевую канцелярию на должность старшего члена с чином коллежского асессора. В 1850 году произведён в надворные советники с переименованием в полковники межевых инженеров и, одновременно, был назначен состоять при управляющем межевым корпусом M. H. Муравьевым, а в 1852 году получил чин полковника и должность помощника управляющего корпусом.
С началом войны 1854—1855 годов, после предварительного трёхмесячного пребывания в образцовом пехотном полку, назначен командиром Тобольского пехотного полка (до 18.03.1857) и принял участие в обороне Севастополя, неоднократно отличился в боях, был ранен и контужен, награждён орденом Святого Владимира 4-й степени с мечами и золотым оружием.

27 августа, в день последнего штурма Севастополя, когда главнокомандующий князь Горчаков решился оставить в течение одиннадцати месяцев с беззаветным самоотвержением защищавшуюся русскими твердыню, Тобольский полк, получивший приказание «не пропускать неприятеля или умереть на батареях», должен был служить прикрытием для отступления. Тобольцы простояли всю ночь под ружьем и последними оставили развалины Севастополя.
— Зеленой, Александр Алексеевич // Русский биографический словарь : в 25 томах. — СПб.—М., 1896—1918.
Через год после окончания войны он был произведён в генерал-майоры с назначением состоять при министерстве государственных имуществ; по рекомендации M. H. Муравьева, узнавшего Зеленого ещё во время службы по межевой части (они также были связаны дальними родственными узами, а в 1843—1845 году Зеленой с сыном Муравьёва был в кругосветном плавании), Александр Алексеевич Зеленой занял пост товарища министра государственных имуществ. После ухода M. H. Муравьёва, 1 января 1862 года Зеленой поставлен управляющим этим министерством (уже в чине генерал-лейтенанта), а 17 апреля Высочайшим указом назначен министром государственных имуществ. Кроме этого, в 1860 году он был зачислен в свиту Его Величества, а в 1863 году пожалован в генерал-адъютанты к Его Императорскому Величеству.
Император Александр II искренне любил и уважал А. А. Зеленого как правдивого и честного человека. Александр Алексеевич Зеленой мог себе позволить говорить о неприятных для императора вещах. В то же время Александр II «не особо считался с его мнением, хотя всегда его выслушивал». Как предполагает историк И. И. Воронов, А. А. Зелёной и Александр II были знакомы ещё с детских лет.
В период управления министерством государственных имуществ Зеленым, 

прекратилось попечительство над казёнными крестьянами и началось поземельное их устройство. само министерство было преобразовано и с 1867 года началась особо напряжённая деятельность по межеванию и отводу крестьянских наделов и по выдаче владенных записей.— Сельскохозяйственное ведомство за 75 лет его деятельности (1837—1912 гг.) / сост. Г. К. Гинс и П. А. Шафранов. — Петроград: Издание Канцелярия Главноуправляющего землеустройством и земледелием, 1914. — Приложение I. — С. 7.
Чин генерала от инфантерии А. А. Зеленой получил 26 ноября 1869 года. В мае 1871 года с Зеленым случился инсульт и спустя год, вследствие расстроенного здоровья, с 16 апреля был уволен от должности министра с оставлением в должности члена Государственного совета и генерал-адъютанта. В управлении министерством его сменил П. А. Валуев.
Свои экономические воззрения А. А. Зеленой излагал на страницах газеты «Весть».
В начале 1870-х годов принял деятельное участие в устройстве политехнической выставки в Москве, причём был избран председателем Севастопольского отдела выставки. А.А. Зеленой стал одним из инициаторов создания Исторического музея в январе 1872 года, а с января 1873 года — председателем Управления музея.
Свои последние годы прожил в Ялте, где и скончался 9 (21) марта 1880 года.

## Награды
- Золотая полусабля с надписью «За храбрость» (19.11.1855)
- Орден Святого Владимира 4-й степени с мечами (10.03.1857)
- Орден Святого  Станислава 1-й степени (17.04.1858)
- Орден Святой Анны 1-й степени (30.08.1860)
- Орден Святого Владимира 2-й степени с мечами (04.04.1865)
- орден Белого орла (16.04.1867)
- орден Святого Александра Невского (16.04.1872)
- Знак отличия беспорочной службы за XV лет (22.08.1857)

Иностранные:
- Прусский орден Красного орла 2-й степени со звездой (1860)